# غايل هاريس
غايل هاريس (بالإنجليزية: Gayle Harris)‏ هي كاهنة انجليكانية وقسيسة أمريكية، ولدت في 12 فبراير 1951.